# رباط کم‌آبی کال شور
رباط کم‌آبی کال شور مربوط به دوره قاجار است و در شهرستان گناباد، روستای فیض‌آباد واقع شده و این اثر در تاریخ ۱۶ شهریور ۱۳۸۳ با شمارهٔ ثبت ۱۱۰۶۶ به‌عنوان یکی از آثار ملی ایران به ثبت رسیده‌است.